# 伊藤弥太
伊藤 弥太（いとう やた、1892年（明治25年）4月6日 - 1975年（昭和50年）5月31日）は、日本の洋画家。

## 経歴
秋田県大館市部垂町出身。1910年に大舘中学校を卒業し、翌年の1911年に上京して美術雑誌「美の廃墟」を友人らと発行したのち岸田劉生に師事した。1912年に国民新聞社の記者として活動した。1914年の第1回二科展に入選した。
この頃に家財道具一切の盗難に遭い、これが原因で岸田劉生との間に誤解が生じ、絵画を放棄して静岡県三島市に隠棲した。
1927年に若山牧水らの勧めで再起し国分寺村に上京した。1929年には千葉県に転居し、翌年の1930年には秋田市に転居した。1931年には郷里の大館市に戻り、1932年から独立美術展への出品を始めた。
1939年からは国画会展に出品し、1958年に会友、1964年に会員に推挙された。1949年、1950年頃から水墨画を始めている。

## 作品
出典：
- 「自画像」「風景1」「風景2」- 1915年、現代の美術社主催第1回美術展（草土社第1回展に相当）出品
- 「秋景」- 1927年、第8回帝展入選
- 「山村風景」- 1928年、第9回帝展入選
- 「フォートイユによりて」- 1930年、第11回帝展入選
- 「少女と金魚鉢」「室内裸婦(意匠風なる)」「窓に椅る人」- 1932年、第2回独立美術展入選
- 「紫姿」- 第3回独立美術展入選
- 「肖像」「裸婦」- 第4回独立美術展入選
- 「婦人像」- 第5回独立美術展入選
- 「ピアノ」- 第6回独立美術展入選
- 「窓辺婦人」- 第13回国展出品
- 「楽人(夕映の部屋にて)」- 第14回国展出品
- 「裸婦花模様」- 第15回国展出品
- 「秋庭」- 第16回国展出品
- 「山」- 第17回国展出品
- 「駿河の春」- 第18回国展出品
- 「鶏」- 第19回国展出品
- 「雪の森吉山を望む」「農夫」- 第20回国展出品
- 「炉辺」- 第21回国展出品
- 「梟」「村のNさん」- 第24回国展出品
- 「壜と枯向日葵」- 第25回国展出品
- 「梟と女」- 第26回国展出品
- 「画家と梟」- 第27回国展出品
- 「作品A、C」- 第28回国展出品
- 「絵画」- 第29回国展出品
- 「作品」- 第30回国展出品
- 「作品」- 第31回国展出品
- 「昆虫」「魔鳥」- 第32回国展出品
- 「作品1、2」- 第33回国展出品
- 「作品」「わが幼き日」- 第34回国展出品
- 「舞楽」- 第35回国展出品
- 「伝説の岩」「白い座」- 第36回国展出品
- 「考える木立ち」「石」- 第37回国展出品
- 「絵画」- 第38回国展出品
- 「ある天体」「作品」- 第39回国展出品
- 「男鹿夕瀬崎」- 第40回国展出品
- 「口野漁港」- 第41回国展出品
- 「北国の街」- 第42回国展出品
- 「松と岩」- 第43回国展出品
- 「長津呂港」- 第44回国展出品
- 「北国の街その2」- 第45回国展出品
- 「象潟の初夏」[3]

## 受賞
- 秋田県文化功労章（1969年）[1][3][2]